# Jeux du Canada d'hiver de 1999
Les Jeux du Canada d'hiver de 1999 sont des compétitions de sports d'hiver qui ont opposé les provinces et les territoires du Canada en 1999.
Les Jeux du Canada sont présentés tous les deux ans, en alternance l'hiver et l'été. En 1999, les jeux ont eu lieu à Corner Brook à Terre-Neuve-et-Labrador du 20 février au 6 mars 1999.

## Tableau des médailles
| Province                  | Or | Argent | Bronze | Total |
| ------------------------- | -- | ------ | ------ | ----- |
| Alberta                   | 18 | 21     | 26     | 65    |
| Colombie-Britannique      | 15 | 27     | 38     | 80    |
| Manitoba                  | 7  | 15     | 14     | 26    |
| Île du Prince-Édouard     | 0  | 2      | 0      | 2     |
| Nouveau-Brunswick         | 0  | 2      | 12     | 14    |
| Nouvelle-Écosse           | 5  | 4      | 8      | 17    |
| Ontario                   | 44 | 35     | 36     | 117   |
| Québec                    | 48 | 32     | 29     | 109   |
| Terre-Neuve-et-Labrador   | 6  | 4      | 9      | 19    |
| Territoires du Nord-Ouest | 0  | 0      | 0      | 0     |
| Saskatchewan              | 6  | 6      | 7      | 19    |
| Yukon                     | 0  | 2      | 0      | 2     |